# Peter Hámor
Peter Hámor (* 18. September 1964 in Poprad, Tschechoslowakei) ist ein slowakischer Extrembergsteiger, der alle 14 Achttausender und die Seven Summits bestiegen hat. Er ist der erste und bisher (Stand: Juli 2017) einzige Slowake, dem dies gelang.

## Besteigungen von Achttausendern
Erfolgreiche Besteigungen sind fett markiert. In Klammer die Nummer des Achttausenders in chronologischer Reihenfolge.
- 1996: Lhotse: Abbruch auf 7300 Metern
- 1998: Mount Everest (1)
- 2004: Annapurna: Abbruch auf 7400 Metern
- 2006: Cho Oyu (2)
- 2006: Annapurna (3)
- 2006: Broad Peak (4)
- 2007: Nanga Parbat (5)
- 2007: K2: Abbruch auf 8000 Metern
- 2008: Annapurna: Abbruch auf 7900 Metern
- 2008: Hidden Peak (6)
- 2008: Gasherbrum II (7)
- 2009: Dhaulagiri: Abbruch auf 6400 Metern
- 2010: Annapurna (2. Besteigung)
- 2011: Makalu (8)
- 2012: Kangchendzönga (9)
- 2012: K2 (10)
- 2013: Lhotse (11)
- 2014: Shishapangma (12)
- 2016: Manaslu (13)
- 2017: Dhaulagiri (14)

## Weitere erfolgreiche Besteigungen
- 1986: Pik Korschenewskaja
- 1993: Matterhorn
- 1994: Grandes Jorasses
- 1995: Eiger
- 2000: Ngga Pulu
- 2000: Carstensz-Pyramide
- 2001: Kilimandscharo
- 2001: Denali
- 2001: Denali
- 2002: Elbrus
- 2002: Aconcagua
- 2002: Aconcagua
- 2003: Mount Vinson
- 2003: Aconcagua
- 2005: Denali
- 2008: Ama Dablam
- 2013: Island Peak
- 2014: Island Peak